# Planície Polesiana
A planície polesiana é uma planície na parte sudoeste da Planície do Leste Europeu nas bacias de drenagem de vários rios, incluindo o Dnieper, Prypiat e o Desna. Estende-se ao longo da fronteira entre a Bielorrússia e a Ucrânia. A parte oriental da planície estende-se até ao Oblast de Bryansk, na Federação Russa.
A planície tem uma área de 270 000 quilômetro quadrados (100 000 sq mi). A planície polesiana é caracterizada pela predominância de planícies arenosas com vales grandes, na maioria pantanosos. A sua elevação média é de 150–200 metros (490–660 pé), enquanto a sua elevação máxima é de 316 metros (Desfiladeiro Ovruch).